# Take Up Thy Stethoscope and Walk
Take Up Thy Stethoscope and Walk – utwór muzyczny brytyjskiego zespołu rockowego Pink Floyd. Pochodzi z wydanej w 1967 roku debiutanckiej płyty The Piper at the Gates of Dawn i jest kompozytorskim debiutem późniejszego lidera grupy, Rogera Watersa

## Kompozycja
Konstrukcja kompozycji zbudowana jest na zasadzie ciągłego przyspieszania tempa, a także prezentacji niespokojnego stylu gry na gitarze Syda Barretta oraz szaleńczych partii klawiszowych Ricka Wrighta.

## Tytuł
Tytuł utworu jest nawiązaniem do Ewangelii św. Jana:

Jesus saith unto him, Rise, take up thy bed, and walk.
(Rzekł do niego Jezus: „Wstań, weź swoje łoże i chodź!”)

## Tekst utworu
Tematyka utworu, która związana jest z chorobą, odbiega od reszty albumu, stworzonego de facto przez Barretta, zawiera za to elementy charakterystyczne dla późniejszych dzieł samego Watersa. Motyw kliniczny powrócił później jeszcze choćby w utworach „Free Four” czy „Comfortably Numb”.
Jest prawdopodobnie dziełem przypadku, że użycie frazy „Doctor, Doctor” na początku tej piosenki, podobnie jak było to w przypadku późniejszego solowego utworu Watersa, „Amused to Death”, który pojawił się na jego płycie pod tym samym tytułem (1992).

## Wersje alternatywne i wykonywane na koncertach
- Utwór doczekał się coveru wykonanego przez amerykański zespół alternatywny At the Drive-In, oraz publikacji wraz z ich singlem, „Invalid Litter Dept.” (później także na kompilacji This Station is Non-Operational)

## Wykonawcy
- Syd Barrett – gitara, wokal
- Richard Wright – instrumenty klawiszowe
- Roger Waters – bas, wokal
- Nick Mason – perkusja